# Anartia colimensis
Anartia colimensis är en fjärilsart som beskrevs av Hoffmann 1940. Anartia colimensis ingår i släktet Anartia och familjen praktfjärilar. Inga underarter finns listade i Catalogue of Life.